# Saint-Germain-des-Prés (Paris)

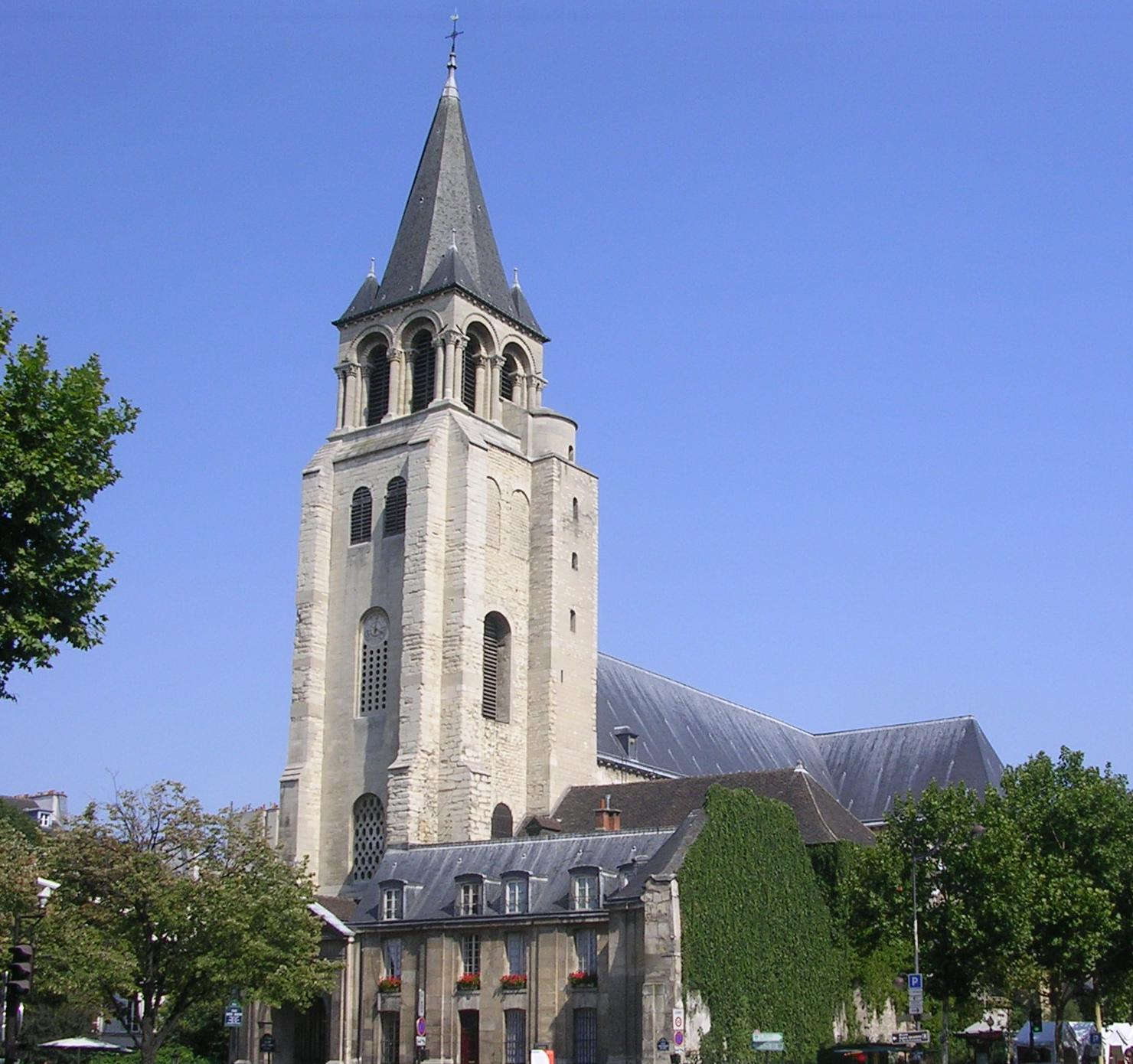
A torre do sino da igreja
de Saint-Germain-des-Prés

Saint-Germain-des-Prés designa um bairro do 6º arrondissement de Paris que se desenvolve à volta da igreja com o mesmo nome, na margem esquerda do Sena.

## História
O bairro originou-se ao redor da Abadia de Saint-Germain-des-Prés, um enorme complexo monástico fundado na Idade Média que teve grande importância na história da cidade e da França. A partir do início do século XIX o complexo foi destruído em sua maior parte, criando espaço para o desenvolvimento do bairro. Da abadia restou a igreja, que atualmente serve a paróquia de Saint-Germain-des-Prés. Este monumento, construído entre os séculos XI e XII, é a mais antiga igreja de Paris ainda de pé.
Desde o século XVII este bairro se encontra ligado à vida intelectual da cidade, sendo característica desde então a presença de livrarias e alfarrabistas/sebos nas suas ruas.

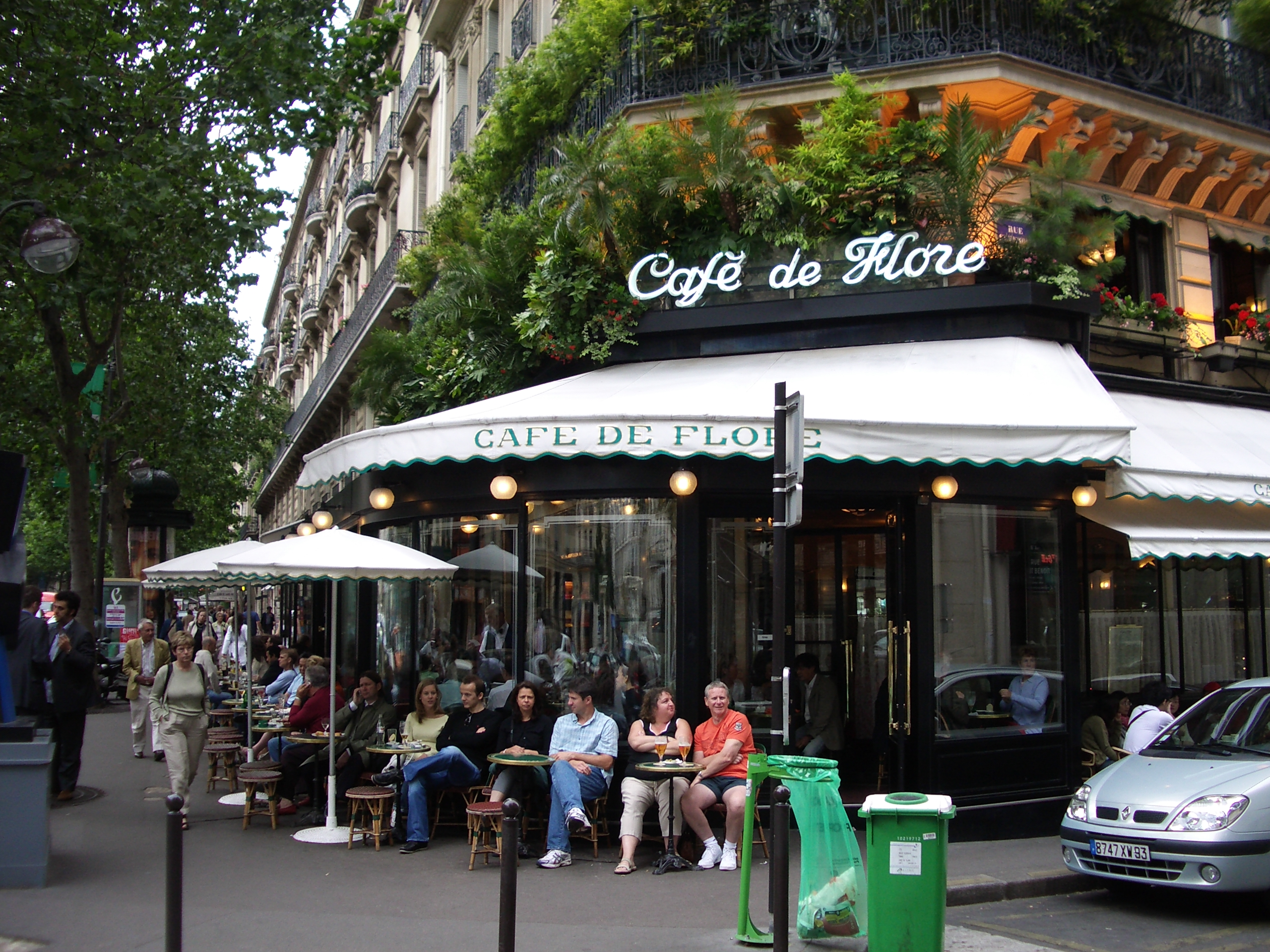
Café de Flore em Saint-Germain-des-Prés.

Após a Segunda Guerra Mundial, o bairro de Saint-Germain-des-Prés tornou-se um lugar de excelência da vida intelectual e cultural parisiense. Frequentaram os seus cafés e bares nomes como Boris Vian, Jean-Paul Sartre, Simone de Beauvoir, Juliette Gréco, Miles Davis, Jean-Luc Godard, François Truffaut, Jacques Prévert, Alberto Giacometti e tantos outros filósofos, escritores, atores e músicos.
Os edifícios do século XVII sobreviveram até aos nossos dias, mas os sinais de mudança são evidentes, com o aparecimento de boutiques de moda, algumas luxuosas, em lugar das pequenas lojas e livrarias da época em que Saint-Germain-des-Prés era uma pequena vila.
Apesar de hoje em dia ser menos frequentado pelos grandes nomes da vida intelectual e artística parisiense, locais como o Café des Deux Magots, Café de Flore ou a Brasserie Lipp ainda atraem jornalistas, atores e políticos.

## Literatura
Algumas referências sobre a área podem ser encontradas em Victor Hugo (Les Misérables), Boris Vian, Gabriel Matzneff, Jean-Paul Caracalla e Nicolas Grenier (poesia).